# كايلا ماك
كايلا ماك هي لاعبة اتحاد الرغبي كندية، ولدت في 9 مايو 1989 في ساسكاتون في كندا.